# Люм (река)
Люм — река в Глазовском районе Удмуртии, правый приток Пышкеца. Длина — 24 км.
Протекает по Верхнекамской возвышенности. Берёт начало южнее заброшенной деревни Тураево. Протекает в южном и юго-восточном направлениях, впадает в Пышкец недалеко от деревни Усть-Пышкец (Глазовский район).
На реке стоят деревни Люм и Печешур. Имеет правый приток Заризь.

## Данные водного реестра
По данным государственного водного реестра России относится к Камскому бассейновому округу, водохозяйственный участок реки — Чепца от истока до устья, речной подбассейн реки Вятка. Речной бассейн реки — Кама.